# La Vache (métro de Toulouse)
Pour le film iranien, voir La Vache.
La Vache est une station de la ligne B du métro de Toulouse. Elle est située entre les stations Fondeyre et Lycée Toulouse-Lautrec dans le quartier Barrière de Paris, dans le nord de Toulouse. Elle est inaugurée en 2007, et devrait à l'horizon 2028 accueillir une nouvelle gare, ainsi que la troisième ligne de métro, la Ligne C du métro de Toulouse. Lors de la mise en service de cette nouvelle ligne, la station sera renommée "La Vache Gare - Le Grand Marché".

## Situation sur le réseau
La station est située sur la ligne B du métro de Toulouse, entre les stations Trois-Cocus au nord et Barrière-de-Paris au sud.

## Histoire
Cette station tire son nom de Jehan Calmet, dit « La Vaca » ([la.ˈβa.kɔ], nom occitan, parfois francisé en Le Vaque, et signifiant vache), agriculteur dont la terre était située à cet endroit. Le nom du propriétaire du domaine s’est alors transmis au quartier, et par conséquent à la station de métro.
Lors de son inauguration le 30 juin 2007, cette station était équipée d'un quai à 11 portes qui ne lui permettait que de recevoir des rames à 2 voitures. L'architecte de la station est Jean-Paul Ribes.
En 2018, 2 148 148 voyageurs sont entrés dans la station, ce qui en fait la 19e station la plus fréquentée sur 37 en nombre de validations.

## Services aux voyageurs

### Accès et accueil

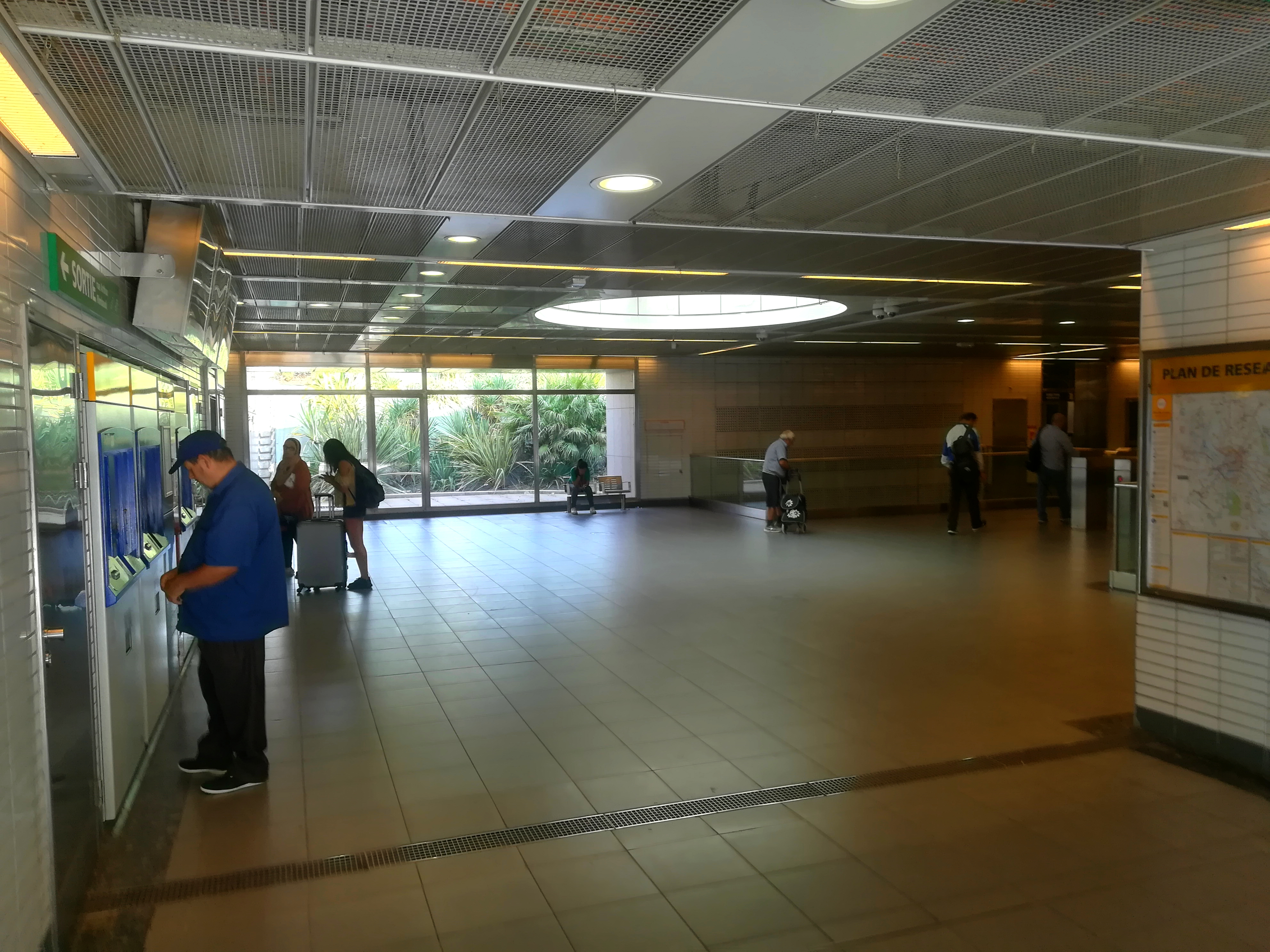
La salle des billets de la station.

La station est accessible depuis deux entrées : l'une étant située au niveau de la rue Paul Verlaine, au niveau de la gare de bus, l'autre est située du côté de la rue Marguerite Duras, au niveau de la maison de quartier La Vache.
La station est équipée de guichets automatiques, permettant l'achat des titres de transports, ainsi que de tourniquets pour accéder aux quais, ce qui permet d'éviter les fraudes.

### Desserte
Comme sur le reste du métro toulousain, le premier départ de la station est à 5h15, le dernier départ des terminus est à 0h du dimanche au jeudi et à 3h le vendredi et samedi.

### Intermodalité
La station est desservie par le BHNS Linéo L10 ainsi que par les lignes 59, 69 et 169 du réseau Tisséo.
Un parc relais de 430 places est également présent en station.

## L'Art dans la station
L'œuvre d'art a été réalisée par Corinne Sentou. Au fond de la salle des billets se trouve un demi-cylindre gris encastré dans le mur, perforé de trous qui laissent passer la lumières des LEDs installés derrière.

## À proximité
- Le Marché d’Intérêt National
- Commissariat Nord
- Maison de quartier La Vache

## Projets
À l'horizon 2028, La Vache pourrait devenir une des trois stations de correspondance entre la ligne B et la Ligne C du métro de Toulouse construite dans le cadre du Toulouse Aerospace Express,. Cette station aurait également une gare à proximité, celle-ci étant actuellement située à proximité de la ligne de Bordeaux à Sète, et n'ayant que la gare de Route de Launaguet à proximité. La future station devrait se situer entre l'actuelle station La Vache et la gare. Elle devra être également desservie par le futur Linéo 10, qui desservira Aucamville et Fenouillet. Elle devrait compter un parc relais agrandi à 500 places, une aire de stationnement pour les vélos de 100 places à accès réglementé et 50 places sur parvis et d'une aire de dépose/reprise covoiturage. La connexion avec la ligne B devra se faire via un couloir souterrain, et des aménagements en faveur des piétons seront effectués.
La station de la ligne C sera profonde, avec des quais à 34 mètres sous le niveau du sol.
La station servira de point d'entrée pour un des tunneliers de la nouvelle ligne.
La station de la ligne C accueillera une œuvre de Sophie Whettnall.